# Xanthoparmelia thamnoides
Xanthoparmelia thamnoides är en lavart som först beskrevs av Kurok., och fick sitt nu gällande namn av Hale. Xanthoparmelia thamnoides ingår i släktet Xanthoparmelia och familjen Parmeliaceae.   Inga underarter finns listade i Catalogue of Life.